# استیرلینگ (نیوجرسی)
استیرلینگ (به انگلیسی: Stirling) یک منطقهٔ مسکونی در ایالات متحده آمریکا است که در لونگ هیل، نیوجرسی واقع شده‌است. استیرلینگ ۶۶ متر بالاتر از سطح دریا واقع شده‌است.